# 臨河杜父魚
臨河杜父魚，為輻鰭魚綱鮋形目杜父魚亞目杜父魚科的其中一種，為溫帶淡水魚，分布於北美洲美國維吉尼亞州及西維吉尼亞州淡水流域，體長可達11公分，棲息在石灰岩底質溪流，生活習性不明。

## 擴展閱讀
維基物種上的相關：臨河杜父魚